# 蒂爾 (北卡羅萊納州)
蒂爾（英語：Teer）是位於美國北卡羅萊納州奧蘭治縣的非建制地區。

## 歷史
蒂爾的郵局於1890年設立，其後於1935年停運。

## 地理
蒂爾所處的海拔為高於海平面148米（即486英呎），而該地所採用的時區為UTC-5，即北美东部时区（EST）。同時該地設有夏令時間，為UTC-5調快一小時，即UTC-4（EDT）。